# Stephen Milne (Mathematiker)
Stephen Carl Milne ist ein US-amerikanischer Mathematiker, der sich mit Analysis und Kombinatorik beschäftigt.
Milne studierte an der University of California, San Diego (UCSD), mit dem Bachelor-Abschluss 1972 und der Promotion 1976 bei Adriano M. Garsia (Peano curves and smoothness of functions). 1976 bis 1978 war er Gibbs-Instructor an der Yale University. Er lehrte an der Texas A&M University, der UCSD, der University of Kentucky und an der Ohio State University, wo er 1982 Associate Professor und 1985 Professor wurde.
Er befasst sich mit algebraischer Kombinatorik, klassischer Analysis und speziellen Funktionen (zum Beispiel verschiedene hypergeometrische Reihen, elliptische Funktionen, Kettenbrüche, höherdimensionale Verallgemeinerungen klassischer spezieller Funktionen), analytischer Zahlentheorie (zum Beispiel Identitäten zwischen Summen von {\displaystyle 4n^{2}} und {\displaystyle 4n(n+1)} Quadraten mittels elliptischer Funktionen, ein Gebiet auf dem schon Carl Gustav Jacobi arbeitete) und Lie-Algebren (Verallgemeinerungen der Macdonald-Identitäten) und der Verbindung dieser verschiedenen Gebiete untereinander.
1981 bis 1983 war er Sloan Research Fellow. 2007 erhielt er mit Heiko Harborth die Euler-Medaille. Er ist Fellow der American Mathematical Society.